# Hovops betsileo
Espèce
Hovops betsileo est une espèce d'araignées aranéomorphes de la famille des Selenopidae.

## Distribution
Cette espèce est endémique de la région d'Atsinanana à Madagascar,. Elle se rencontre vers Foulpointe.

## Description
Le mâle holotype mesure 5,00 mm et la femelle paratype 6,57 mm.

## Étymologie
Son nom d'espèce lui a été donné en référence aux Betsileos.

## Publication originale
- Corronca & Rodríguez, 2011 : New species of the Madagascan genus Hovops Benoit, 1968 (Araneae: Selenopidae), with a description of the H. madagascariensis male and an identification key. African Invertebrates, vol. 52, no 2, p. 295-310.